# Convento de Santa Rosa de Ocopa
O Convento de Santa Rosa de Ocopa fica no distrito de Santa Rosa de Ocopa, província de Concepção, departamento de Junín, no Peru. Fundado pela ordem franciscana para servir como sé dum colégio de misioneros, actualmente é um museu e guarda uma magnífica biblioteca assim como uma nutrida pinacoteca. É um autêntico “relicario do Peru”, como o chamou José da Riva Agüero e Osma.

## Localização
Fica a 25 quilómetros ao nor-leste da cidade de Huancayo e a 5,5 quilómetros ao nor-leste da cidade de Concepção.

## História

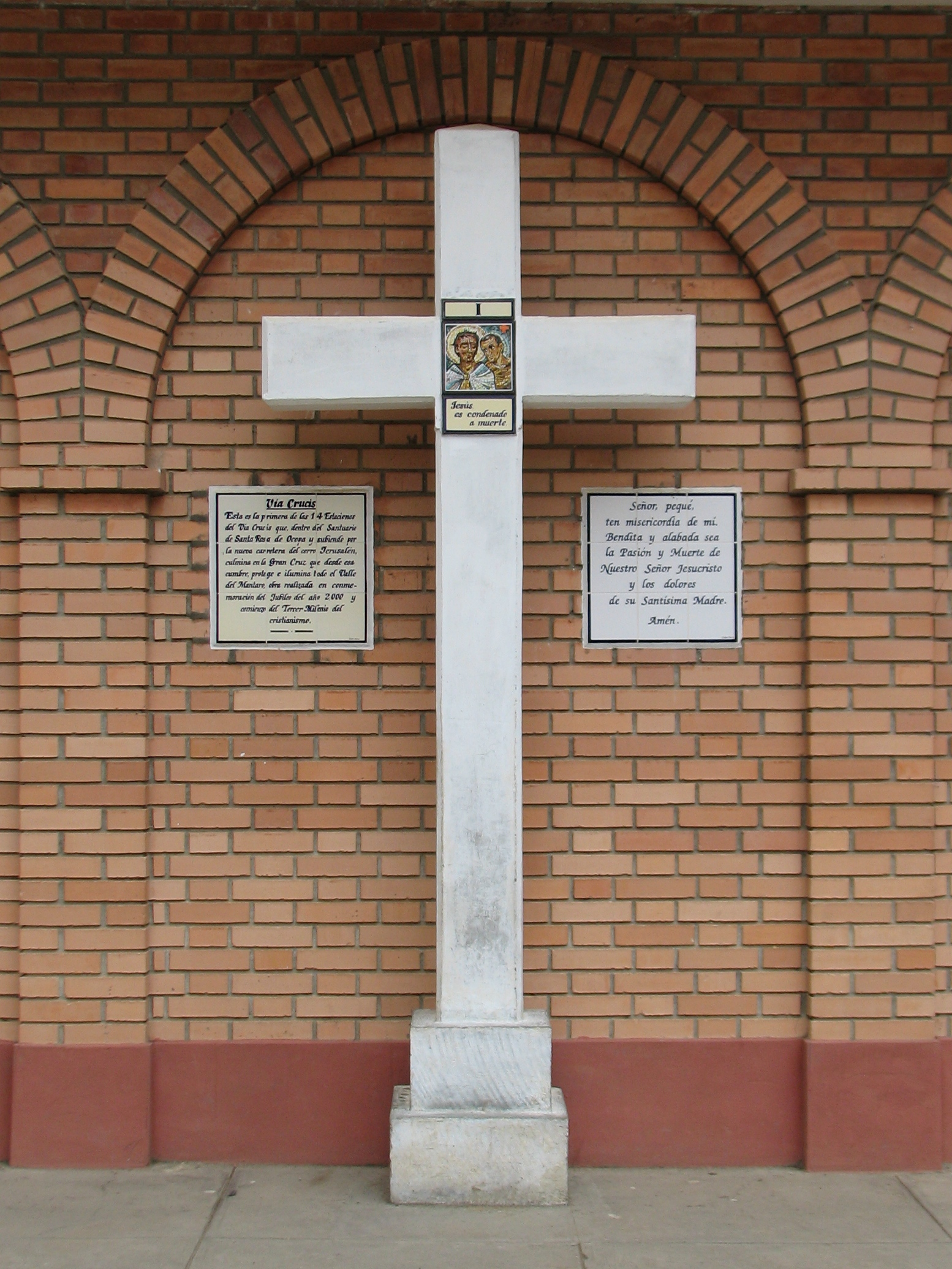
Cruz da primeira estação do Via Crucis do convento.

O convento foi fundado no 1725 pelo frai Francisco Jiménez de São Jose, sacerdote franciscano e foi chamado com dito nome pela santa limenha Santa Rosa de Lima. O propósito da sua fundação foi estabelecer um colégio de missioneiros que servisse de ponto de partida fundamental da evangelização da zona. No 1736, à morte do seu fundador, a obra já era bem conhecida.
Deste convento, no 1757, saiu Alonso Abad, descobridor do passo que leva seu nome na Cordilheira Azul. Estas missões exploraram os rios Huallaga, Marañón e o Ucayali, fazendo deles parte do territorio peruano. Ocopa torna-se a ponto de partida de quase todas as explorações feitas na selva peruana durante a época colonial. 
Sua importânçia foi reconhecida pelo comissário de fronteiras Francisco Requena, quando ele propôs ao rei que estendesse a autoridade daquele colégio a todas as missões de Maynas (governação que aconselho que seja reincorporada ao Vice-reino do Peru, o que aconteceu no 1802). Nessa época, os missioneiros franciscanos do convento viveram grão emborcamento. No 1824 sofrendo persecução, refugiram-se na Fortaleza do Real Felipe, mais o brigadeiro espanhol José Ramón Rodil, que resistia na fortaleza chalaca rejeitou-lhes aos chumbos. O libertador Simón Bolívar achou "inteiramente descuidadas as missões" e devido a que ali só se empregabam missioneiros vindos da Espanha, dispôs no 1 de novembro de 1824 que o colegio fora fechado e que se fundara no seu lugar um colégio para os filhos dos patriotas da província de Jauja. O colégio permaneceu fechado durante 12 anos até março de 1836. Nesse ano o presidente do Peru Luis José de Orbegoso autorizou sua abertura e a volta dos frades para que continuaram com sua missão de evangelizar e civilizar às etnias do amazônia peruana.
No 22 de fevereiro de 1838, missioneiros italianos e espanhois enviados por frei Andrés Herrero, comissário geral da ordem franciscana para América Meridional, ocuparam o antigo local. Depoís, un decreto do presidente Ramón Castilla no 1849 reconheceu a existência da instituição.
No 1970, acondicionou-se um salão para que servisse de pinacoteca, especialmente por instigação do frei Lorenzo Pelossi, franciscano e pintor italiano que viveu no Ocopa a maior parte da sua vida até o ano 2003 que morreu.
No 1990, a igreja queimou-se, perdendo assím muito material recolectado ao longo dos anos. Depois foi restaurado na sua maior parte.